# Slitspårsanalys
Slitspårsanalys är en arkeologisk metod.
Artefakter, dvs. föremål som tillverkats av människor och vars användning ska analyseras, kan analyseras med humanistiska eller naturvetenskapliga metoder. Genom den laborativt inriktade arkeologin och genom experiment i förhistorisk teknologi, kan många värdefulla frågor om föremålens funktion besvaras.

## Historik
Fornforskaren Sven Nilsson var en av de första som utnyttjade redskapsteknologins utvecklingsstadier för att mäta graden av kultivering hos stenåldersmänniskorna. Han valde bort den klassificering som var vanlig under samtiden och istället ställde han sig frågor kring stenåldersredskapens funktion. Nilsson studerade också artefakternas slitage som kunde ge svar på deras funktion.
Slitspårsanalyser blev impopulära men med den sovjetiska arkeologen S. A. Semjonov kom dessa att på 1950-talet bli aktuella. När Semjonovs ”Förhistorisk teknik” kom ut i engelsk översättning blev det på nytt intressant att studera slitspåren på förhistoriska redskap av ben och sten, för att få svar på vad som orsakat spåren.

## Slitspårsanalysens utveckling
Sven Nilsson hade helt andra, och sämre, möjligheter än dagens arkeologer som har avancerade tekniska hjälpmedel och instrument. Bara under de senaste femtio åren har tekniken utvecklats snabbt. I början undersökte man splittringar på redskapseggarna, men nu inser man att det finns ett problem med dessa undersökningar eftersom frågan är vad som orsakats av forntidsmänniskan själv och vad naturen orsakat under de årtusenden som gått sedan redskapen var i bruk. I slutet av 1970-talet studerade man slitaget och skillnaden mellan polerade och repade ytskikt. Detta gav svar på hur artefakterna använts, men kanske det mest intressanta, gav svar på vad som hade bearbetats, vilka träslag etc. På 1980-talet började man inse att nötningsskador inte bara kan försvinna utan också förändras genom vittring under lång tid.
I framtiden kommer man att med kemiska analyser kunna studera spårämnen på ytskiktet för att få fram vad man använt redskapen till; om det var för att fälla träd, hacka loss köttben (dela kött), eller slå ihjäl andra människor. Mikrobiologin, med bland annat DNA-analyser kommer att vara till stor hjälp.
Man tror inte idag, som på Nilssons tid, att slitspåren kan berätta allt, men de kan åtminstone delvis ge svar eller pusselbitar till den helhetsbild arkeologer eftersträvar att uppnå.
I Sverige har även Bo Knarrström och Kjel Knutsson ägnat sig åt slitspårsanalyser.